# 女娲星
女娲星（150 Nuwa）是第150颗被人类发现的小行星，詹姆斯·克雷格·沃森于1875年10月18日发现。女娲星的直径为151.1千米，公转周期为5.15年。
該小行星以中国神话人物女娲命名。